# Rhytiphora tuberculigera
Rhytiphora tuberculigera là một loài bọ cánh cứng trong họ Cerambycidae.